# Austrodecus gordonae
Austrodecus gordonae là một loài nhện biển trong họ Austrodecidae. Loài này thuộc chi Austrodecus. Austrodecus gordonae được miêu tả khoa học năm 1954 bởi Stock.